# Reggenza italiana del Carnaro
La Reggenza italiana del Carnaro fu un'entità statuale provvisoria proclamata nel 1920 nella città di Fiume durante l'occupazione ribelle guidata da Gabriele D'Annunzio. Il suo scopo era preparare l'annessione della città al Regno d'Italia.
La Reggenza ebbe termine quando il Trattato di Rapallo stabilì la creazione dello Stato libero di Fiume. Nel dicembre 1920 l'esercito italiano, incaricato di verificare l'applicazione del trattato, dopo un cruento scontro con le truppe dannunziane impose lo scioglimento della Reggenza.

## Storia

### Premessa: la Conferenza di Pace di Parigi
Con la fine della prima guerra mondiale, la città di Fiume – precedentemente parte del Regno d'Ungheria, ma abitata in maggioranza da italiani, che rappresentavano quasi il 60% della popolazione, con una minoranza di croati (24%), sloveni (6%), ungheresi (13%) e tedeschi – divenne ben presto oggetto di contesa tra l'Italia e il neocostituito Regno dei Serbi, Croati e Sloveni: due Consigli Nazionali proclamarono rispettivamente l'annessione al Regno d'Italia e a quella che di lì a poco si sarebbe chiamata Jugoslavia.
Alla Conferenza di pace di Parigi (1919) venne dibattuto il futuro della città di Fiume, che già sotto l'Ungheria aveva costituito un "corpus separatum" al confine tra l'Istria austriaca e la Croazia-Slavonia ungherese, e che alcuni volevano ergere a stato indipendente. Gli jugoslavi rivendicarono l'Istria, la Dalmazia e la Venezia Giulia comprese Gorizia e Trieste.
I plenipotenziari italiani a Parigi rivendicarono Fiume, basandosi su criteri etnico-linguistici (la maggioranza degli abitanti del centro storico di Fiume parlava italiano). 
Wilson, tuttavia, avanzò la proposta di ergere la città a stato libero. Ne seguì una crisi di governo in Italia, in cui Orlando fu sostituito da Francesco Saverio Nitti e additato come responsabile della "Vittoria mutilata".

### La ribellione dannunziana
D'Annunzio guidò un gruppo di 2 600 militari nazionalisti irregolari da Ronchi, vicino a Monfalcone fino a Fiume, prendendone il possesso il 12 settembre 1919. Gli venne poi offerto il titolo di governatore della città.
Con il progressivo abbandono delle caserme da parte delle forze interalleate, i ribelli assunsero il controllo militare totale. L'azione venne fin da subito additata come sovversiva da parte di tutte le diplomazie impegnate nelle trattative di Versailles e, con la speranza di ottenere il benestare di inglesi, francesi e americani, nonché per evitare crisi di confine con il vicino regno serbo, il governo italiano non riconobbe la ribellione. Il generale Badoglio ordinò un blocco dei rifornimenti ai militari ribelli, che tuttavia ebbero l'appoggio di vari esponenti del combattentismo e dell'irredentismo italiano, tra cui l'Associazione Trento-Trieste, l'obbedienza massonica del Grande Oriente d'Italia e, in parte, anche i Fasci italiani di combattimento di Benito Mussolini. Quest'ultimo, nel suo giornale Il Popolo d'Italia, diede in un primo momento un largo sostegno propagandistico all'impresa, istituendo persino una raccolta fondi che riscosse tre milioni di lire, delle quali però al governo rivoluzionario di Fiume non ne giungeranno che meno di un terzo.

### La proclamazione della Reggenza

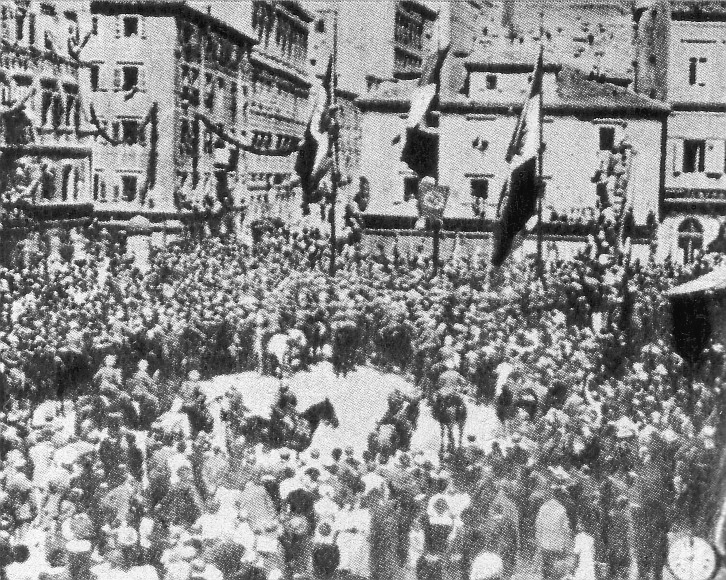
Proclamazione della Reggenza italiana del Carnaro.

Tra l'inverno e l'estate 1920 le trattative internazionali elaborarono per Fiume una soluzione di compromesso, ovvero la trasformazione della città contesa in uno Stato indipendente. Il progetto faceva leva sulla secolare autonomia di cui Fiume aveva goduto sotto gli Asburgo. I dannunziani che occupavano la città decisero di anticipare la costituzione dello Stato libero. L'8 settembre 1920 dichiararono Fiume stato indipendente in attesa di essere annesso all'Italia. Chiamarono questa entità provvisoria "Reggenza Italiana del Carnaro". Per evitare ogni opposizione da parte delle autorità locali, sempre più ostili nei confronti degli occupanti, d'Annunzio proclamò il nuovo Stato in un comizio pubblico al balcone del palazzo del Governo. In quell'occasione disse alla folla dei suoi sostenitori:
(Dal discorso di D'Annunzio del 12 agosto 1920 in cui proclamò la Reggenza Italiana del Carnaro)
L'istituzione della Reggenza permise al comando militare dannunziano di ottenere il controllo totale della città. Fu, di fatto, una dittatura.
Il governo era composto da un "Consiglio dei Rettori", nominati tra collaboratori o sostenitori di d'Annunzio.
- Interni e Giustizia: Icilio Bacci
- Esteri: Gabriele D'Annunzio
- Difesa: Giovanni Host-Venturi
- Finanze: Maffeo Pantaleoni
- Economia pubblica: Luigi Bescocca
- Lavoro: Clemente Marassi
- Istruzione: Lionello Lenaz

Il consiglio cercò di normalizzare la vita cittadina, ma non attuò nessuna riforma radicale.
La Reggenza fu ufficialmente dotata di una costituzione, la Carta del Carnaro, scritta dal capo di gabinetto Alceste de Ambris e rielaborata da d'Annunzio. Lo statuto prefigurava un modello di società utopistico, attingendo all'Età comunale e al Corporativismo. Lo statuto, tuttavia, non sarà mai applicato. Oltre all'indiscussa autorità militare dei legionari, rimasero in vigore le tradizionali leggi municipali.

### Epilogo: il Trattato di Rapallo e il Natale di sangue

Carlo Sforza

Con l'insediamento al governo di Giovanni Giolitti (15 aprile 1920), il Ministero degli Esteri italiano fu affidato a Carlo Sforza, che cercò di normalizzare i rapporti tra Italia e Jugoslavia. I due governi decisero di incontrarsi in territorio italiano, a partire dal 7 novembre 1920, nella Villa Spinola (oggi conosciuta anche come Villa del trattato), presso Rapallo.
Le trattative durarono pochi giorni e il 12 novembre 1920, con la sottoscrizione del trattato di Rapallo, l'Italia e il Regno dei Serbi, Croati e Sloveni riconobbero consensualmente Fiume come stato libero e indipendente e stabilirono i propri confini (fissati esattamente allo spartiacque delle Alpi Giulie). Al rifiuto di D'Annunzio di lasciare la "Reggenza", Fiume fu circondata dall'esercito italiano. Il mattino della vigilia di Natale fu sferrato l'attacco che provocò una cinquantina di vittime (Natale 1920) e l'allontanamento dei legionari (30 dicembre 1920). Della delegazione di ufficiali incaricati di trattare la resa del "Vate" faceva parte anche l’ardito Pietro Micheletti, fedelissimo del generale Caviglia, reduce della prima guerra mondiale ed in servizio presso il Ministero della Guerra.